# Bagrationovsk
Bagrationovsk (ryska: Багратионовск, tyska: Preußisch Eylau) är en stad i nuvarande Kaliningrad oblast i Ryssland, cirka 37 kilometer söder om ryska staden Kaliningrad, söder om Litauens östersjökust vid floden Pasmar. Folkmängden uppgår till cirka 6 000 invånare. Staden hette Eylau fram till 1946.

## Historia
Tyska orden byggde 1325 ett slott på denna plats och staden som växte upp i anslutning till detta kallades Eylau som fick stadsrättigheter 1585. Slaget vid Eylau stod vid staden den 7-8 februari 1807 mellan Napoleons franska trupper och Bennigsens ryska enheter.
Under preussiskt styre tillhörde Eylau regeringsområdet Königsberg i Ostpreussen. 1900 hade orten 3 248 invånare. Orten var säte för ett skollärarseminarium och hade kvarnindustri. 
Under andra världskriget 1945 intog sovjetiska armén staden våren 1945 och året efter döptes den om till Bagrationovsk efter den ryske fältherren Peter Bagration som deltog i slaget vid Eylau.